# 5-ji Kara 9-ji Made: Watashi ni Koi Shita Obōsan
5-ji Kara 9-ji Made: Watashi ni Koi Shita Obōsan (5→9〜私に恋したお坊さん〜, en anglais "From Five to Nine") est un drama japonais de 2015 diffusée sur la chaîne Fuji TV, mettant en avec Satomi Ishihara et Tomohisa Yamashita dans les rôles principaux. Le drama est basé sur le manga de Miki Aihara. Elle a été diffusée du 12 octobre 2015 au 14 décembre 2015 le lundi à 21:00 avec un total de 10 épisodes. L'audience du premier épisode s'est élevée à 12,6 % dans la région du Kantō.

## Synopsis
Sakuraba Junko (Satomi Ishihara), une professeur d'anglais dans une école privée, est une femme de 28 ans avec des rêves de travailler à New York. Un jour, elle provoque un accident gênant quand elle rencontre un moine lors d'un service funèbre dans un temple. Espérant ne jamais le rencontrer de nouveau, elle est contrainte par sa famille d'aller à un rendez-vous arrangé. L'homme qu'elle doit rencontrer n'est autre que le moine qu'elle espérait ne jamais revoir, Hoshikawa Takane (Tomohisa Yamashita).

## Distribution
- Satomi Ishihara : Junko Sakuraba
- Tomohisa Yamashita : Takane Hoshikawa
- Yuki Furukawa : Satoshi Mishima
- Saeko : Masako Mōri
- Rin Takanashi : Momoe Yamabuchi
- Mokomichi Hayami : Arthur Lange
- Miyu Yoshimoto : Kaori Ashikaga
- Jun Shison : Amane Hoshikawa